# قصة جريمة أمريكية
قصة جريمة أمريكية هو مسلسل أنثولوجيا وجريمة يسرد وقائع حقيقية. المسلسل من إنتاج سكوت ألكسندر ولاري كارازيسكي. عرض الفيلم لأول مرة على شبكة إف إكس في الولايات المتحدة بتاريخ 2 فبراير 2016. المسلسل مماثل لمسلسل قصة رعب أمريكية في كون أن قصة كل موسم مختلفة تمامًا عن المواسم الأخرى.
سرد الموسم الأول بعنوان الناس ضد أو جي سيمبسون أحداث قصة أو جاي سيمسبسون بناء على ما جاء في كتاب جيفري توبين بعنوان ركضة حياته: الشعب ضد أو جاي سيمبسون. استمرت مدة عرض المسلسل من فبراير إلى أبريل 2016.

## طاقم التمثيل

### الشعب ضد أو جاي سيمبسون (الموسم الأول)

#### الممثلون الرئيسيون
- ستيرلينغ ك. براون بدور كريستوفر داردن.
- كينيث تشوي بدور القاضي لانس ايتو.
- كريستيان كليمنسون بدور ويليام هودغمان
- كوبا غودينغ جونيور كما أو جاي سيمبسون.
- بروس غرينوود بدور جيل غارسيتي.
- ناثان لين بدور إف. لي بيلي
- سارة بولسون بدور مارسيا كلارك.
- ديفيد شويمر بدور روبرت كارداشيان.
- جون ترافولتا بدور روبرت شابيرو.
- كورتني بي فانس بدور جوني كوكران.

#### شخصيات متكررة
- كريس باور بدور المحقق توم لانج
- سلمى بلير بدور كريس جينر
- جوردانا بروستر بدور دينيس براون
- كوني بريتون بدور فاي رينسيك
- ديل غودبولدو بدور كارل إي دوغلاس
- لاري كينغ مثل نفسه.
- شيريل لاد بدور لينيل شابيرو
- روب مورو بدور باري شيك
- ليونارد روبرتس بدور دينيس شاتزمان

### اغتيال جياني فيرساتشي

#### الممثلون الرئيسيون
- دارين كريس بدور أندرو كونانان
- بينيلوب كروز بدور دوناتيلا فيرساتشي
- ريكي مارتن بدور أنطونيو دي أميكو
- إدغار راميريز بدور جياني فيرساتشي.

#### شخصيات متكررة
- أنالي أشفورد بدور إليزابيث كوت
- مايك فاريل بدور لي ميغلين
- جاي فيرغسون عميل الإستخبارات إيفانز
- ماكس غرينفيلد بدور روني
- داشا بولانكو بدور المحقق لوري ويدر

## الحلقات

### نظرة عامة عن السلسلة
| الموسم       | العنوان                 | عدد الحلقات | تاريخ العرض   | تاريخ العرض  |
| الموسم       | العنوان                 | عدد الحلقات | أول عرض       | آخر عرض      |
| ------------ | ----------------------- | ----------- | ------------- | ------------ |
| الموسم الأول | الشعب ضد أو جاي سيبمسون | 10          | 2 فبراير 2016 | 5 أبريل 2016 |
| 2            | اغتيال جياني فيرساتشي   | 9           | 17 يناير 2017 | 14 مارس 2018 |

## الإستقبال
يملك المسلسل على موقع الطماطم الفاسدة تقييم 97 بالمئة بناء على 74 مراجعة مع تقييم 8.7 من 10. أما على موقع ميتاكريتيك فيملك الموقع تقييم 90 من 100 بناء على مراجعة 45 ناقدًا.

## روابط خارجية
- قصة جريمة أمريكية على موقع IMDb (الإنجليزية)
- قصة جريمة أمريكية على موقع روتن توميتوز (الإنجليزية)
- قصة جريمة أمريكية على موقع نتفليكس (الإنجليزية)
- قصة جريمة أمريكية على موقع كينوبويسك (الروسية)
- قصة جريمة أمريكية على موقع ألو سيني (الفرنسية)
- قصة جريمة أمريكية على موقع قاعدة بيانات الفيلم (الإنجليزية)